# Trostruki heliks
U geometriji, trostruki heliks je set od tri kongruentna geometrijska heliksa sa zajedničkom osom, koji se razlikuju po translaciji dužose. Primeri strukture u obliku trostrukog heliksa su:
- kolagenski heliks[1]
- peptido nukleinska kiselina (neki tipovi)[2]
- Trolančana DNK[3][4]